# Séries de Ramanujan–Sato
Na matemática, séries de Ramanujan-Sato generalizam fórmulas de pi de Ramanujan tais como,
{\displaystyle {\frac {1}{\pi }}={\frac {2{\sqrt {2}}}{99^{2}}}\sum _{k=0}^{\infty }{\frac {(4k)!}{k!^{4}}}{\frac {26390k+1103}{396^{4k}}}}
para a forma,
{\displaystyle {\frac {1}{\pi }}=\sum _{k=0}^{\infty }s(k){\frac {Ak+B}{C^{k}}}}
utilizando outras sequências bem definidas de inteiros {\displaystyle s(k)}, obedecendo uma certa relação de recorrência, sequências que podem ser expressas em termos de coeficientes binomial {\textstyle {\tbinom {n}{k}}}, e {\displaystyle A,B,C} empregando formas modulares de níveis mais elevados.
Ramanujan fez a enigmática observação de que havia "teorias correspondentes", mas foi apenas recentemente que H. H. Chan e S. Cooper encontraram uma abordagem geral que utilizava o subgrupo de congruência modular subjacente {\displaystyle \Gamma _{0}(n)}, enquanto G. Almkvist descobriu experimentalmente vários outros exemplos também com um método geral utilizando operadores diferenciais.
Os níveis 1–4A foram fornecidos por Ramanujan (1914), o nível 5 por H. H. Chan e S. Cooper (2012), o nível 6A por Chan, Tanigawa, Yang e Zudilin, o nível 6B por Sato (2002), o nível 6C por H. Chan, S. Chan e Z. Liu (2004), o nível 6D por H. Chan e H. Verrill (2009), o nível 7 por S. Cooper (2012), parte do nível 8 por Almkvist e Guillera (2012), parte do nível 10 por Y. Yang, e o restante por H. H. Chan e S. Cooper.
A notação jn(τ) é derivada de Zagier e Tn se refere às séries de McKay–Thompson relevantes.